# Kolë Rrota
Kolë Rrota (ur. 22 sierpnia 1880 w Szkodrze, zm. 15 lutego 1965 w Wiedniu) – albański nauczyciel i albanista, konsul Albanii w Wiedniu.

## Życiorys
Uczył się w szkoderskich szkołach prowadzonych przez zakonników, na początku XX wieku ukończył studia w Klagenfurcie. Pracował jako asystent nauczyciela języka albańskiego w szkole w Prizrenie, następnie na prośbę austro-węgierskiego Ministerstwa Spraw Zagranicznych pracował w Zadarze jako nauczyciel. Do zakończenia I wojny światowej nauczał także w Instytucie Dyplomatycznym w Wiedniu.
Od 1922 do 1926 roku pełnił funkcję sekretarza albańskiego konsulatu w Wiedniu, następnie wrócił do Albanii, dwa lata później powrócił do Wiednia, gdzie został konsulem.
W 1938 roku objął kierownictwo nad katedrą albanistyki na Uniwersytecie Wiedeńskim, po II wojnie światowej przeszedł na emeryturę.
Autor pracy pt. Albanische Sprüche und Redensarten z 1913 roku.

## Odznaczenia
- Złoty Krzyż Zasługi Cywilnej z Koroną (1917)[1]

## Życie prywatne
Syn Gjusha Rroty, miał dwóch braci.
Był żonaty z Marią Jiriczek.